# Powiat Motosu
Powiat Motosu (jap. 本巣郡 Motosu-gun) – powiat w Japonii, w prefekturze Gifu. W 2024 roku liczył 18 328 mieszkańców.

## Miejscowości
- Kitagata